# Thanh Tùng (Komponist)
Tran Thanh Tùng (* 15. September 1948 in Nha Trang; † 15. März 2016) war ein vietnamesischer Dirigent und Komponist (Songwriter).

## Leben
Thanh Tùng wuchs in Hanoi auf. Bis 1971 studierte er in Nordkorea Musik am Konservatorium von Pjöngjang. Von 1971 bis 1975 dirigierte er das Orchester von Stimme Vietnams (Đài Tiếng nói Việt Nam), für das er auch populäre Songs des Landes arrangierte. Außerdem wurde er Chordirigent und künstlerischer Leiter der Gesangs- und Tanzgruppe Lotus. Seit den 1980er Jahren profilierte er sich als Komponist von Pop-Balladen. 
1991 gründete er in Saigon mit Trịnh Công Sơn, Tôn Thất Lập, Trần Long Ẩn, Từ Huy, Nguyễn Ngọc Thiện und Nguyễn Văn Hiên eine Gruppe von Songwritern, die es sich zum Ziel setzte, jeden Monat wenigstens einen Song zu veröffentlichen. Die englischsprachige Zeitschrift Vietnam Cultural Window benannte ihn 1998 neben Nguyễn Văn Thương, Doãn Mẫn, Văn Cao, Tô Vũ, Hoàng Quý, Đặng Thế Phong, Đoàn Chuẩn, Nguyễn Văn Tý und Trịnh Công Sơn als bedeutenden Vertreter der neuen vietnamesischen Musik.

## Kompositionen
- Cảm ơn mùa thu
- Câu chuyện nhỏ của tôi
- Cây sầu riêng trổ bông
- Chim sơn ca
- Chuyện tình của biển
- Chuyện cổ Nghi Tàm
- Cơn bão nghiêng đêm
- Đếm lá ngoài sân
- Đường về nhà em
- Em và tôi
- Giờ ta biết yêu em
- Giọt nắng bên thềm
- Giọt sương trên mi mắt
- Hát với chú ve con
- Hãy chôn tôi với cây đàn ghi ta
- Hoa cúc vàng
- Hoa tím ngoài sân
- Hoàng hôn màu lá
- Lối cũ ta về
- Lời tỏ tình của mùa xuân
- Mưa ngâu
- Một mình
- Ngôi sao cô đơn
- Phố biển
- Tiếng hát mừng xuân
- Tình không biên giới
- Trái tim hoang vu
- Trái tim không ngủ yên
- Vĩnh biệt mùa hè
- Vô tình
- Một thoáng quê hương